# Nilakka
Le Nilakka est un lac de Finlande.

## Géographie
Le lac est situé en Savonie du Nord. Il s'étend sur les communes de Keitele, Pielavesi et Tervo.